# متطلبات الحصول على تأشيرة لمواطني ترانسنيستريا

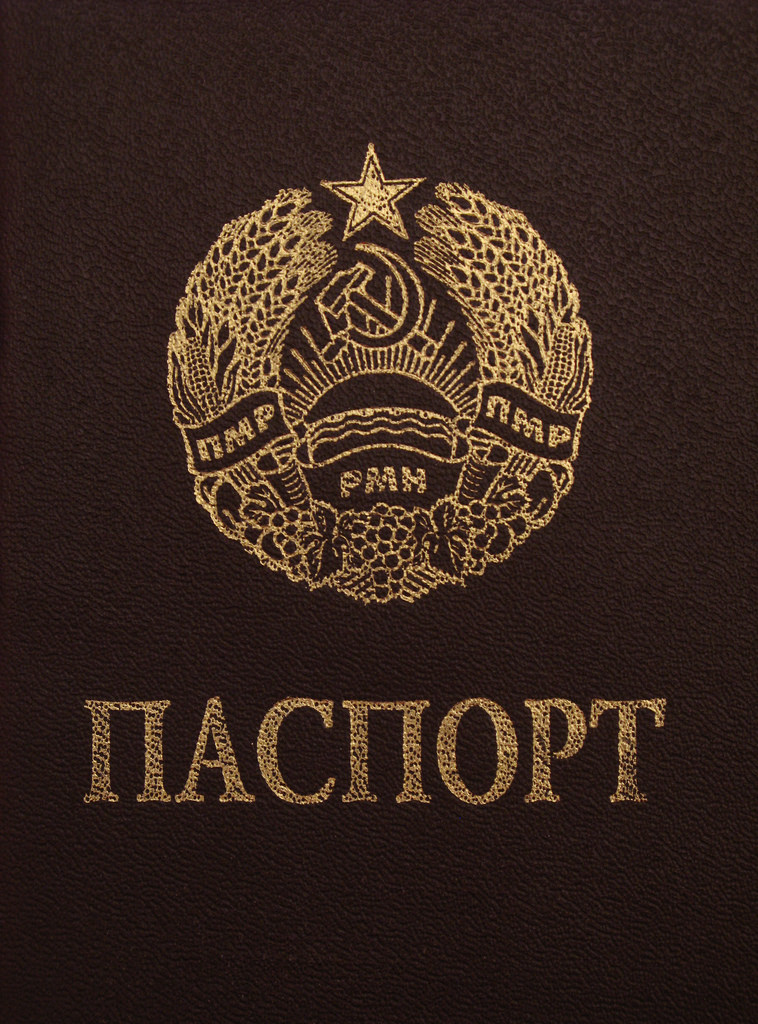
جواز سفر ترانسنيستريا

متطلبات الحصول على تأشيرة لمواطني ترانسنيستريا، هي قيود الدخول الإدارية التي تفرضها سُلطات الدول الأخرى على مواطني ترانسنيستريا. وهي دولة غير معترف بها من مُعظم دول العالم، وتُعد جزءاً من مولدوفا.

## صلاحيات
ترانسنيستريا دولة غير معترف بها من قبل غالبية دول العالم (باستثناء أبخازيا وأوسيتيا الجنوبية المعترف بهما جزئياً). جواز سفر الترانسنيستري غير صالح للسفر إلى معظم دول العالم. ويُسمح بالجنسية المزدوجة. كما يحق لمعظم المواطنين الحصول على جواز سفر مولدوفي أو روسي أو أوكراني للسفر إلى الخارج.
لا يمكن استخدام جواز سفر ترانسنيستريا إلا للسفر إلى أبخازيا وأوسيتيا الجنوبية فقط، ويُمكن للمواطنين السفر إليهما بدون الحصول على تأشيرة مسبقة من تلك الدول.